# Deco Rides

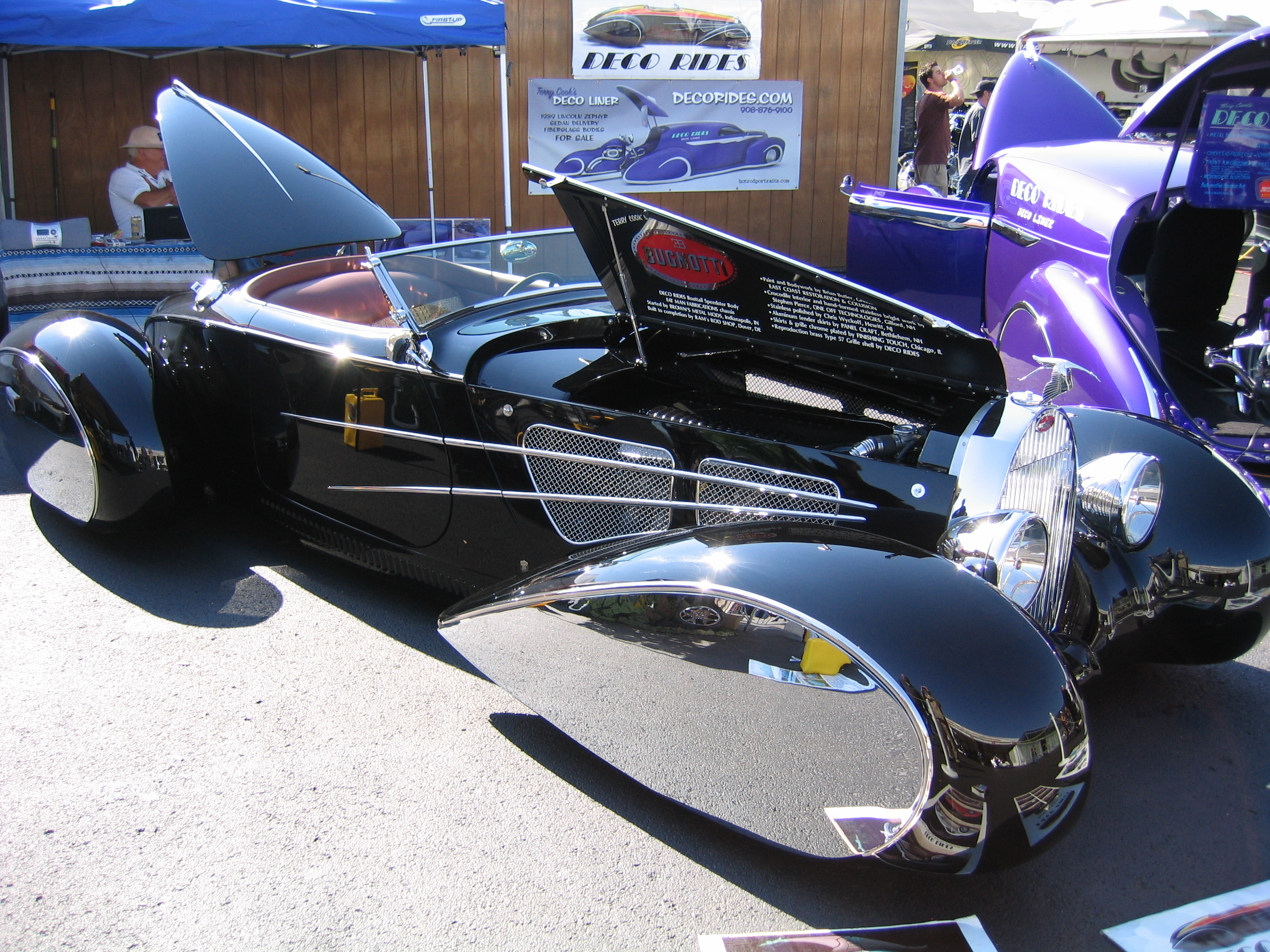
Deco Rides Bugnotti

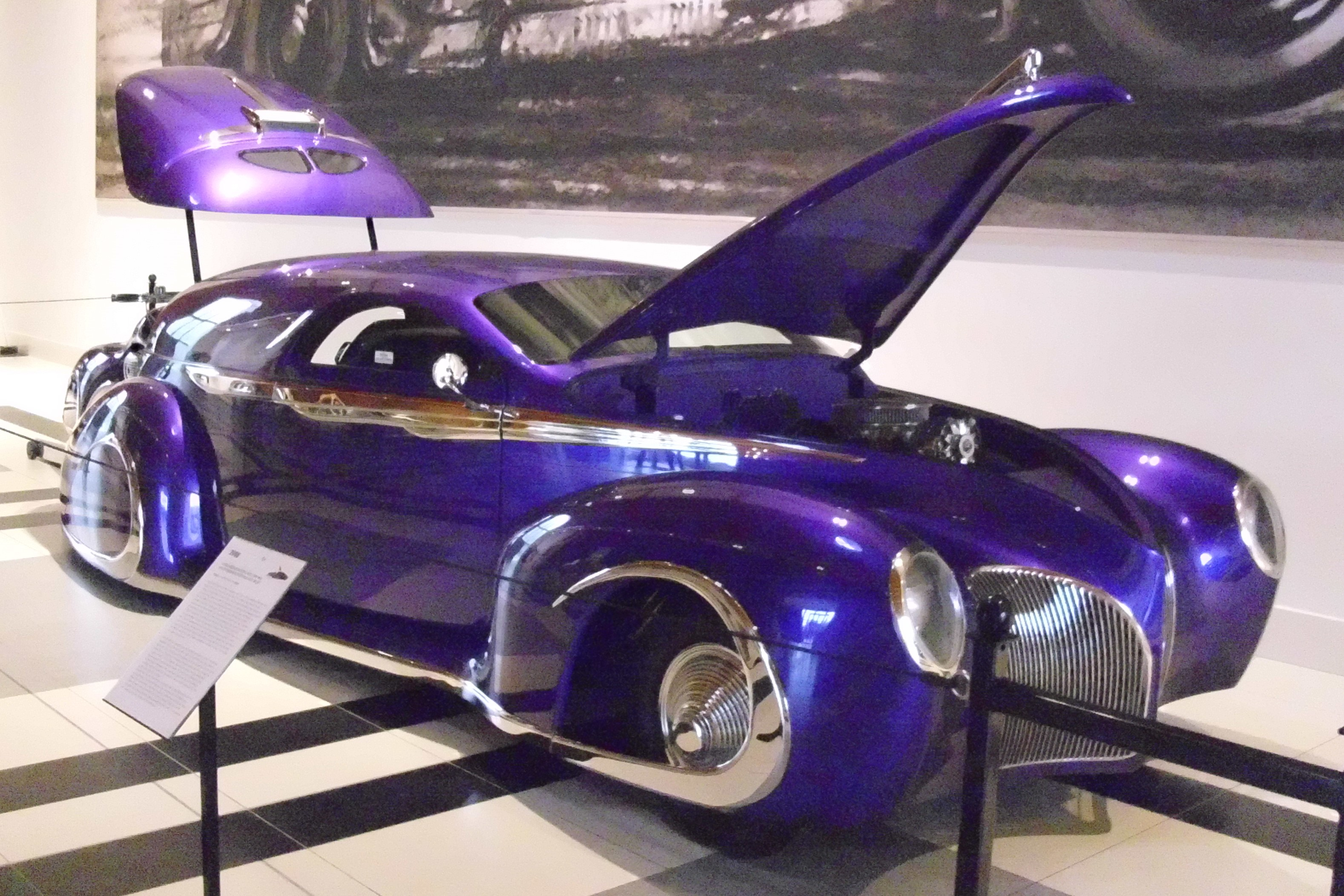
Deco Rides Lincoln Decoliner im Louwman Museum

Deco Rides ist ein US-amerikanischer Hersteller von Automobilen.

## Unternehmensgeschichte
Terry Cook gründete 2000 das Unternehmen; der Sitz ist in Long Valley in New Jersey. Unter dem Markennamen Deco Rides stellt er komplette Fahrzeuge und Kit Cars her.
Im Jahr 2000 sollen 40 Fahrzeuge verkauft worden sein. Im folgenden Jahr entstanden 20 Fahrzeuge, 30 im Jahr 2002 und 2003 waren es 10. Für 2004 werden fünf Kit Cars, aber keine Fertigfahrzeuge genannt.
Terry Cook ist oder war auch im Besitz der Markenrechte an Delahaye USA. Ob Fahrzeuge unter diesem Markennamen vertrieben wurden, ist unklar.

## Fahrzeuge
Im Angebot stehen Fahrzeuge im Stil der 1930er Jahre. Eines davon ist die Nachbildung eines Modells von Auburn. Andere ähneln Modellen von Bugatti oder dem Lincoln-Zephyr.
Ein Fahrzeug in der Art des Lincoln von 1939, aber als Kastenwagen, wurde 2008 fertiggestellt und 2010 vom Louwman Museum erworben.